# 瀨戶大橋
瀨戶大橋（日语：／ Seto ōhashi */?），是橫跨日本本州（岡山縣倉敷市）到四國（香川縣坂出市）間之瀨戶內海上、共十座橋樑的總稱，也是本州四國聯絡橋的三條路線之一。雖亦有將瀨戶大橋誤寫為「瀨戶內海大橋」的情況，但瀨戶內海大橋是指西瀨戶自動車道。過去為避免混淆兩橋而曾將瀨戶大橋稱為「備讚瀨戶大橋」。瀨戶大橋是岡山市至高松市的國道30號所屬路段之一。

## 概要

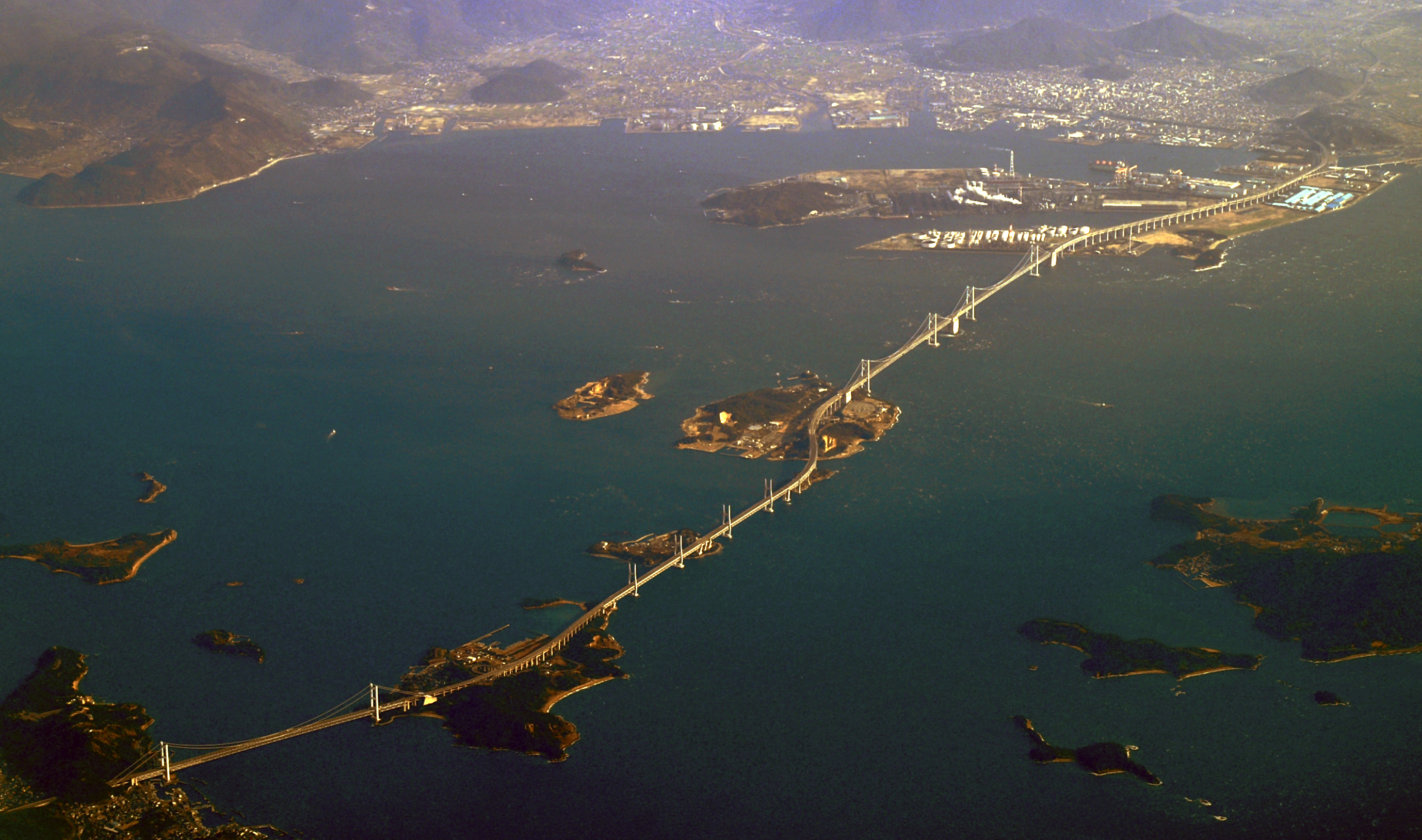
自空中俯瞰瀨戶大橋

瀨戶大橋自1978年開始施工，修建耗時9年6個月，在1988年4月10日開始通車，總建設費約1兆1,330億日元。
瀨戶大橋上層的部分是4車道的瀨戶中央自動車道，下層是JR四國本四備讚線（暱稱瀨戶大橋線），是一座兩層的公路鐵路兩用橋。瀨戶大橋由鹽飽群島五個島嶼之間的六個橋樑和連接這些橋樑的高架橋構成，橋樑部分全長9,368米，算上高架部分則全長13.1公里，是世界最長的鐵路公路兩用橋。瀨戶大橋包括懸索橋、斜拉橋、桁架橋三種橋樑。

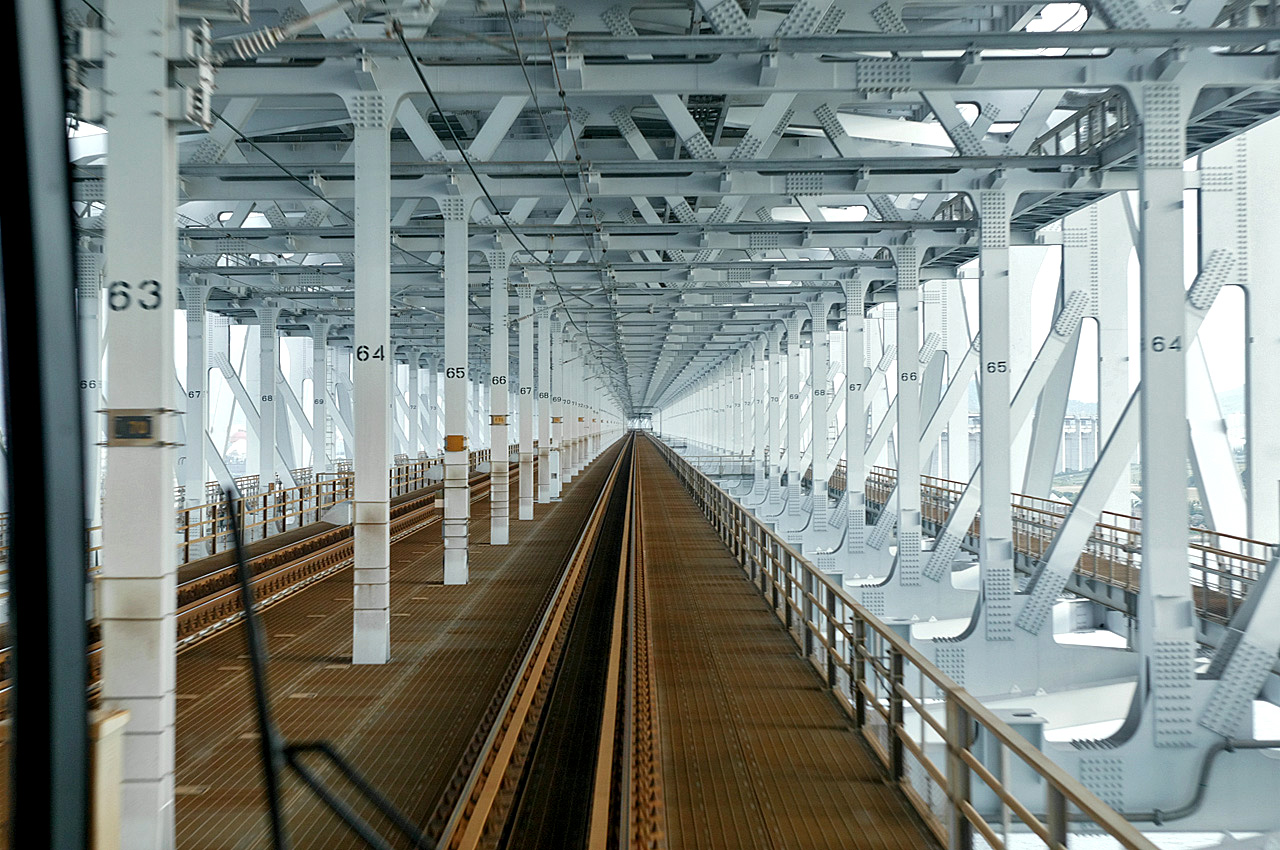
瀨戶大橋的鐵路部分

瀨戶大橋在施工時使用了海底無線爆破等當時世界首次應用的技術，並且也是世界首個在容易因氣象條件和負重而變形的大型懸索橋修建鐵路的橋樑。為使鐵軌免受橋樑變形的影響，日本鐵路部門專門研究緩衝裝置以吸收鐵軌變形的影響。
瀨戶大橋的鐵路部分可容納新幹線、在來線共四條鐵軌，現在僅鋪設並使用了在來線部分的中央兩條鐵軌。在四國橫斷新幹線的計劃中，瀨戶大橋將增設兩條兩條鐵軌，東側兩條鐵軌用於在來線，西側兩條鐵軌用於新幹線。瀨戶大橋的設計最高限速是公路100km/h（第1種第2級）、鐵路在來線部分130km/h、新幹線部分160km/h。
瀨戶大橋開始通車之後，倉敷市下津井田之浦的部分居民和橋下的各島民相繼抱怨瀨戶大橋線的噪音及光污染。現在瀨戶大橋為了減少光污染，只在部分時間點燈，以降低對住民生活的影響。另外，橋上的電燈本來的用途是維護、檢修橋樑。

## 歷史

三條本四連絡橋路線。紅色是西瀨戶自動車道的連續高架橋；綠色是瀨戶大橋；黃色是神戶淡路鳴門自動車道，則是兩座大橋。

三条本四连络桥路线。红色是西濑户自动车道的连续高架桥；绿色是濑户大桥；黄色是神户淡路鸣门自动车道，则是两座大桥。

自明治時期，香川縣就有興建瀨戶大橋的設想。1955年，宇高連絡船紫雲丸發生事故，造成包括修學旅行的小學生在內168人死亡。此後香川縣議會對日本政府提出要求修建本州、四國兩地之間鐵路的要求。1958年，香川縣議會決定通過橋樑連接兩地，並對國會提出架橋計劃書。1959年，建設省開始調查本四連絡橋各路線，並提出了「宇野-高松線」（B案）、「玉野市日比-高松市下笠居線」（C案）、「兒島-坂出線」（D案）三個候選方案。最終因B案和C案的施工難度及費用遠高於D案而決定採用D案。

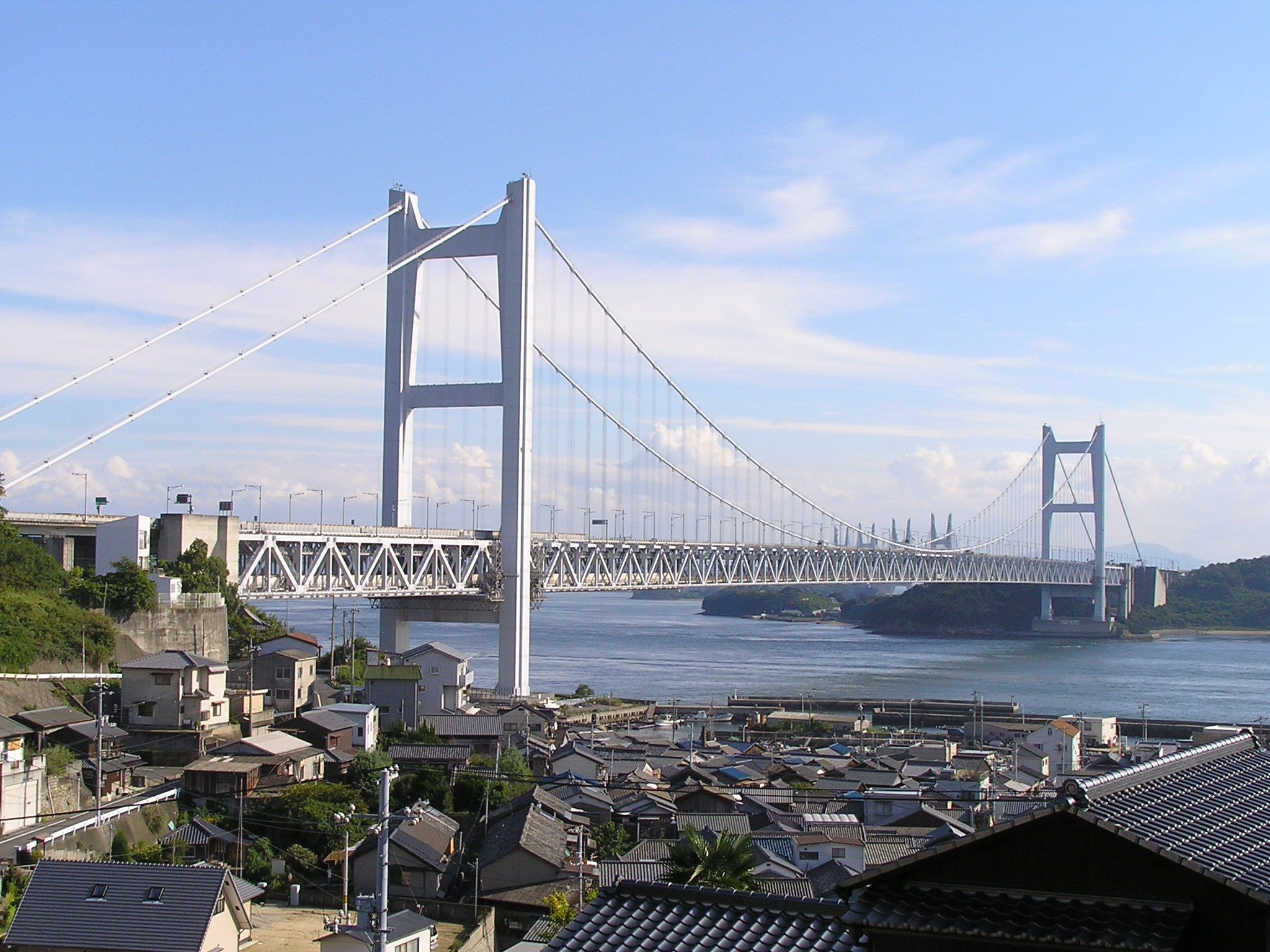
下津井瀨戶大橋

1973年，日本政府決定同時興建西瀨戶自動車道、瀨戶大橋、神戶淡路鳴門自動車道三條本四連絡橋路線，但同年因第一次石油危機爆發，該計劃被凍結。1975年，日本政府決定解凍其中一條路線，並在1977年決定在三條路線中首先興建瀨戶大橋。1978年10月10日，瀨戶大橋開始施工。
1987年1月17日時，瀨戶大橋所有公路和鐵路的隧道實現貫通。同年8月12日，瀨戶大橋的全部橋樑部分實現貫通，本州和四國首次實現陸路相連。1988年4月2日至3日，瀨戶大橋實施了橋上馬拉松等開放活動，並在4月10日正式通車。2005年，由於日本道路公團等民營化關係法成立，瀨戶大橋改由JB本四高速管理。2008年，為紀念通車20週年，瀨戶大橋舉辦了健康馬拉松大會，這是瀨戶大橋首次因惡劣天氣以外的原因而全面禁止汽車行駛。2013年，為紀念瀨戶大橋開業25週年，JR西日本和JR四國開通了黃昏特快號列車瀨戶大橋開業25週年紀念號列車。

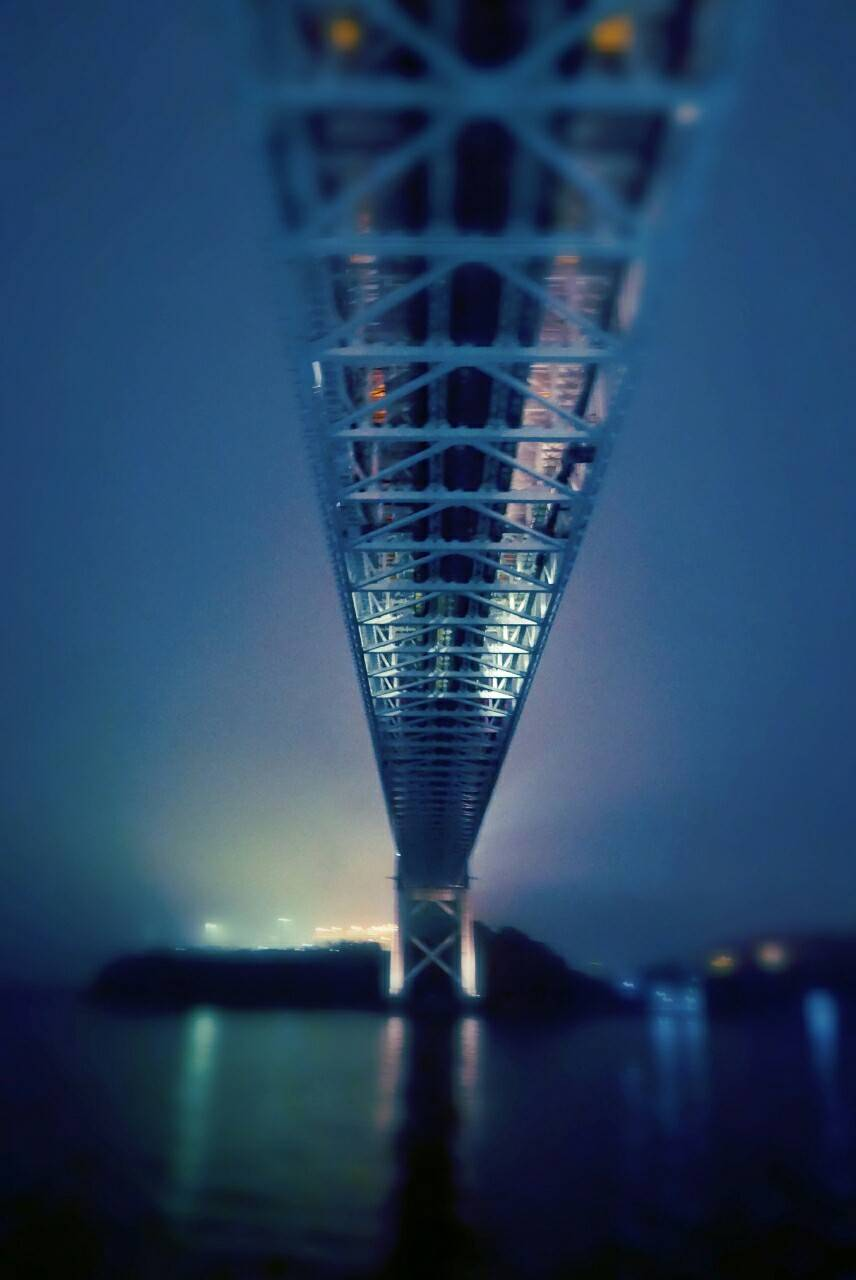
夜間的瀨戶大橋

## 各橋與沿線經過島嶼

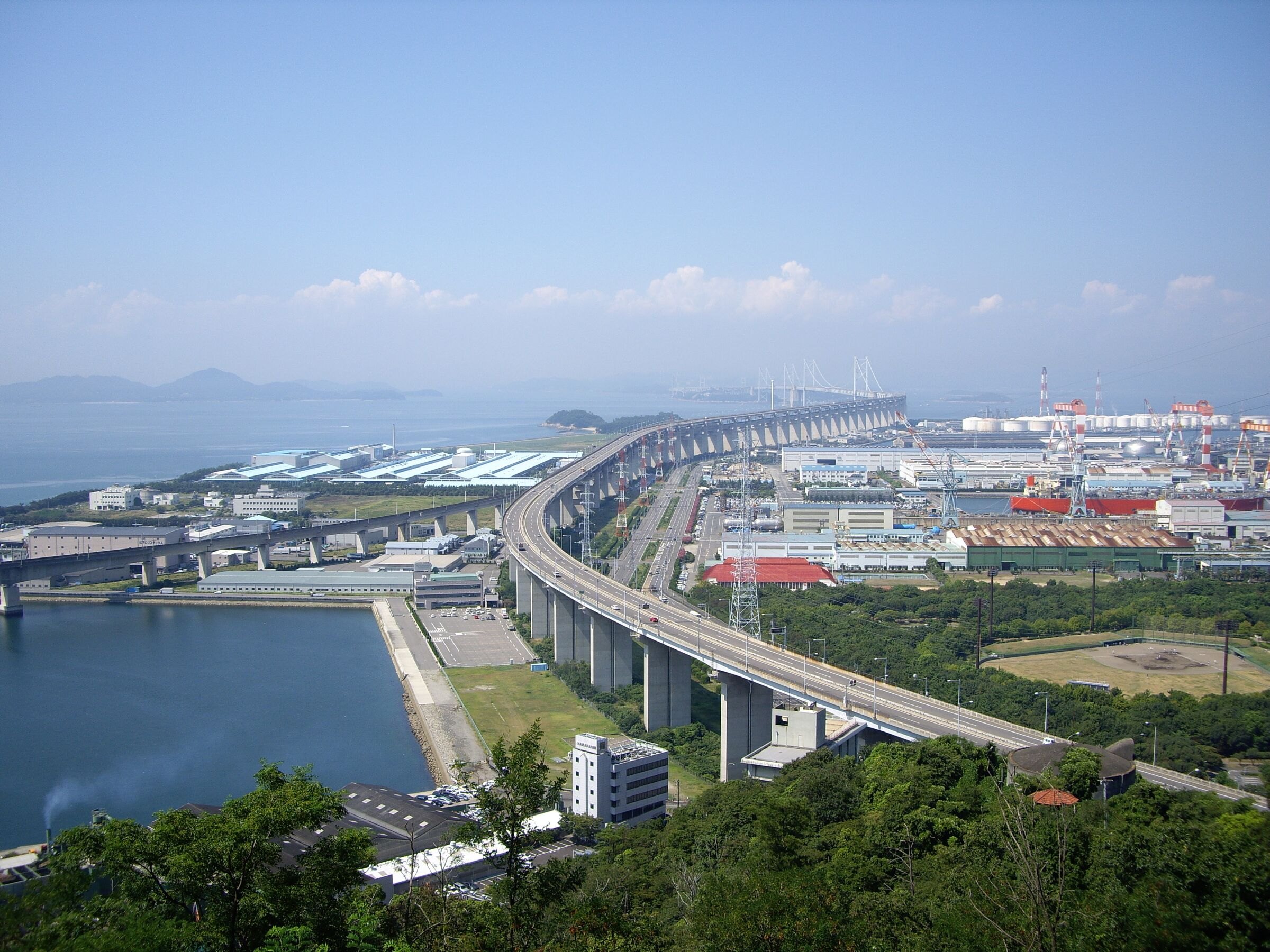
番之州高架橋的鐵路公路交匯處

瀨戶大橋由以下部分構成：
| 島             | 橋名・隧道名   | 全長             | 形式   | 所在地       |
| -------------- | -------------- | ---------------- | ------ | ------------ |
| 本州           | 鷲羽山隧道     | 205m（公路部分） | 隧道   | 岡山縣倉敷市 |
| 本州           | 鷲羽山隧道     | 230m（鐵路部分） | 隧道   | 岡山縣倉敷市 |
| 海             | 下津井瀨戶大橋 | 1,447m           | 懸索橋 | 岡山縣倉敷市 |
| 海             | 下津井瀨戶大橋 | 1,447m           | 懸索橋 | 香川縣坂出市 |
| 櫃石島         | 櫃石島高架橋   | 1,316m           | 高架橋 |              |
| 海             | 櫃石島橋       | 792m             | 斜拉橋 |              |
| 岩黑島         | 岩黑島高架橋   | 93m              | 高架橋 |              |
| 海             | 岩黑島橋       | 792m             | 斜拉橋 |              |
| 羽佐島         | 與島橋         | 877m             | 桁架橋 |              |
| 海             | 與島橋         | 877m             | 桁架橋 |              |
| 與島           | 與島高架橋     | 717m             | 高架橋 |              |
| 海             | 北備讚瀨戶大橋 | 1,611m           | 懸索橋 |              |
| 三子島         | 北備讚瀨戶大橋 | 1,611m           | 懸索橋 |              |
| 南備讚瀨戶大橋 | 1,723m         | 懸索橋           |        |              |
| 南備讚瀨戶大橋 | 1,723m         | 懸索橋           | 海     |              |
| 四國           | 番之州高架橋   | 2,939m           | 高架橋 |              |

鷲羽山隧道
鷲羽山隧道分為上下兩層，上層的兩條隧道是公路用隧道，下層兩條隧道是鐵路用隧道，是世界首條分為四個部分的隧道。該地區原本計劃直接將山峰剷平後修築公路，但因景觀問題而改為隧道。

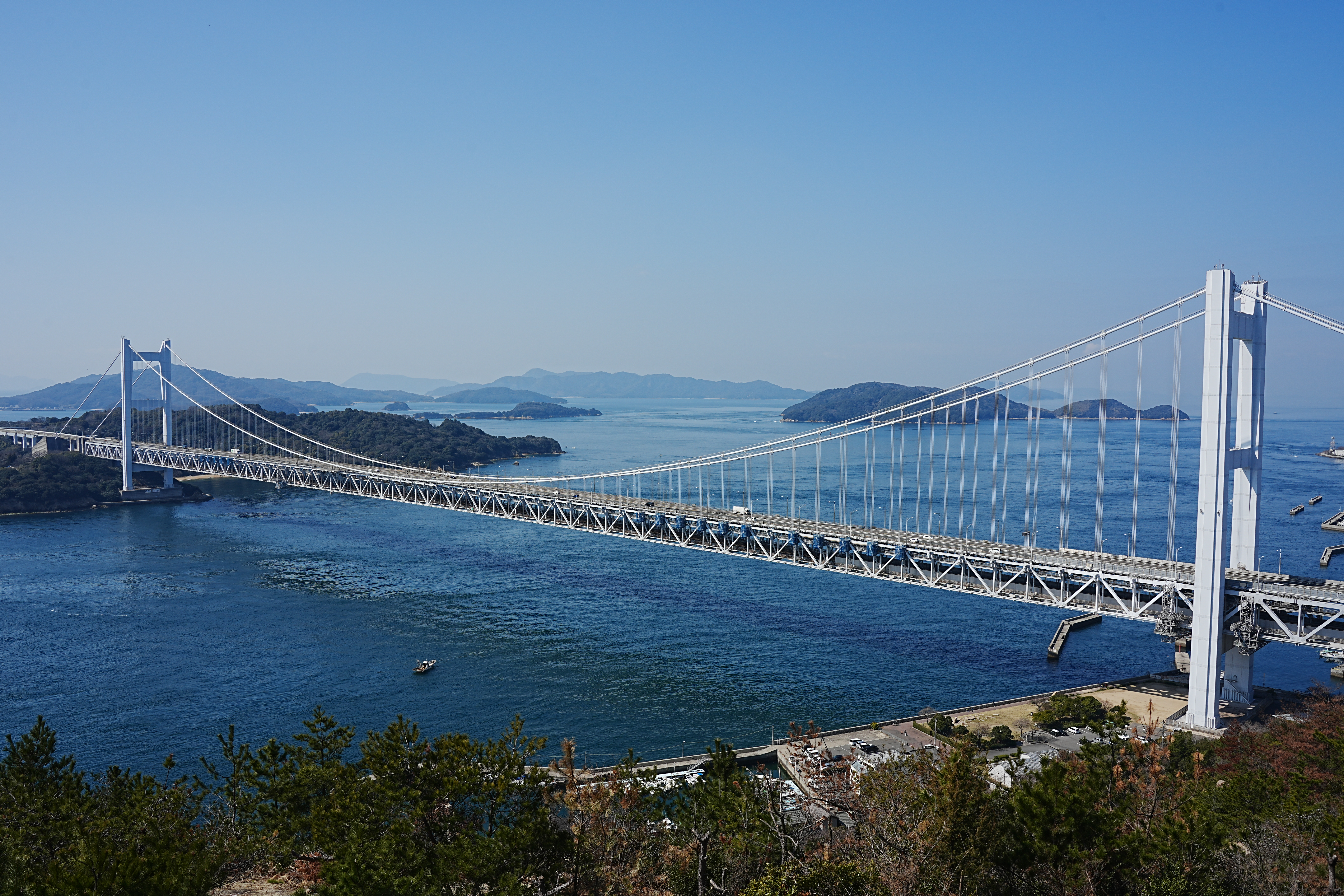
下津井瀨戶大橋
下津井瀨戶大橋是瀨戶大橋海峽部分最北端的大橋，為懸索橋(吊橋)結構，全長1447公尺，最大跨距940公尺。連接岡山縣倉敷市下津井和香川縣坂出市櫃石島，於1978年10月10日開工。該橋的中間地點也是岡山縣和香川縣的縣界。

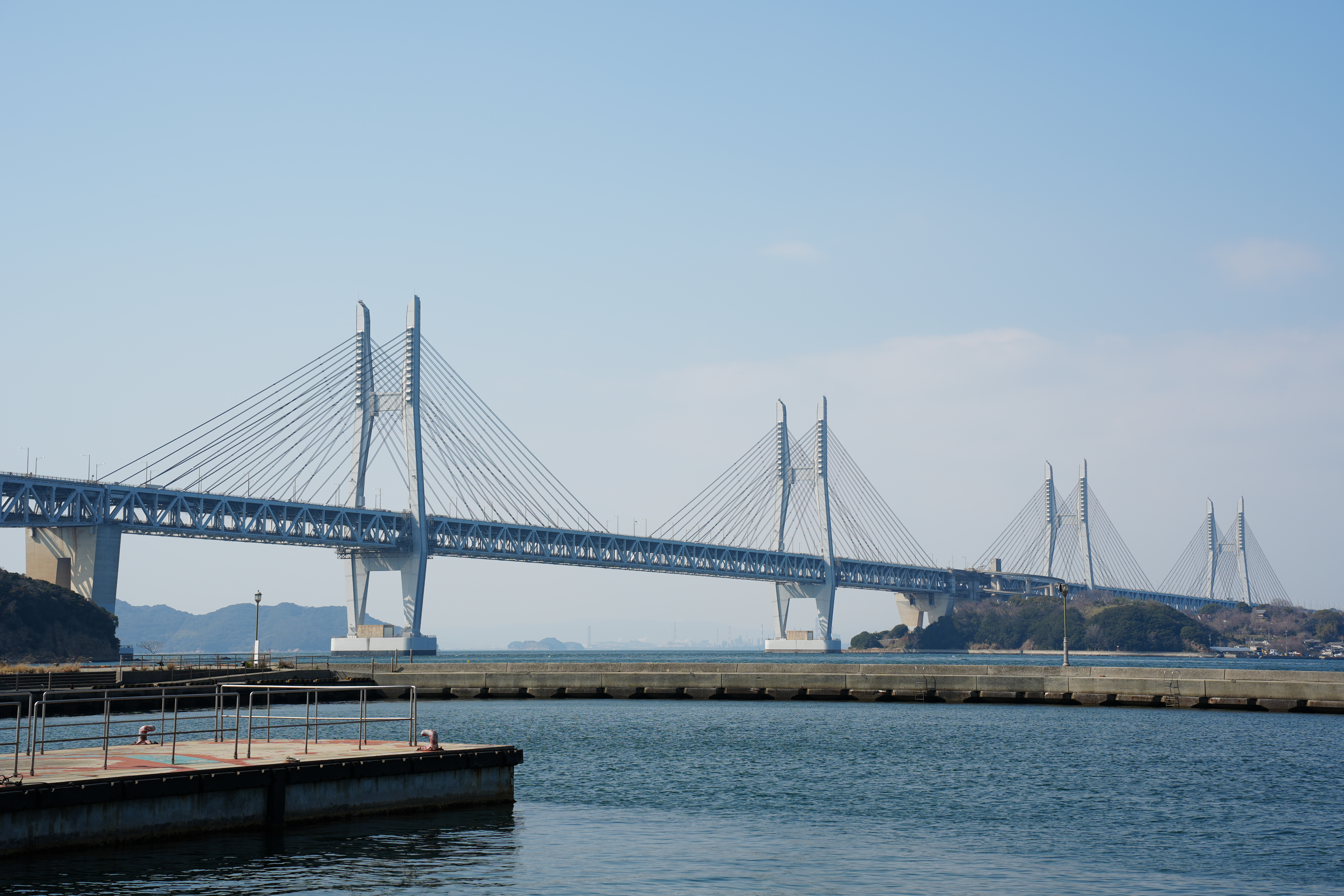
櫃石島橋、岩黑島橋
櫃石島橋、岩黑島橋是瀨戶大橋海峽部分自北端起的第二、第三座大橋，均是斜拉橋。兩座橋的外觀及長度相同，皆為三跨雙塔對稱斜張橋，長度792公尺，最大跨距420公尺，中間包含岩黑島高架橋。
與島橋

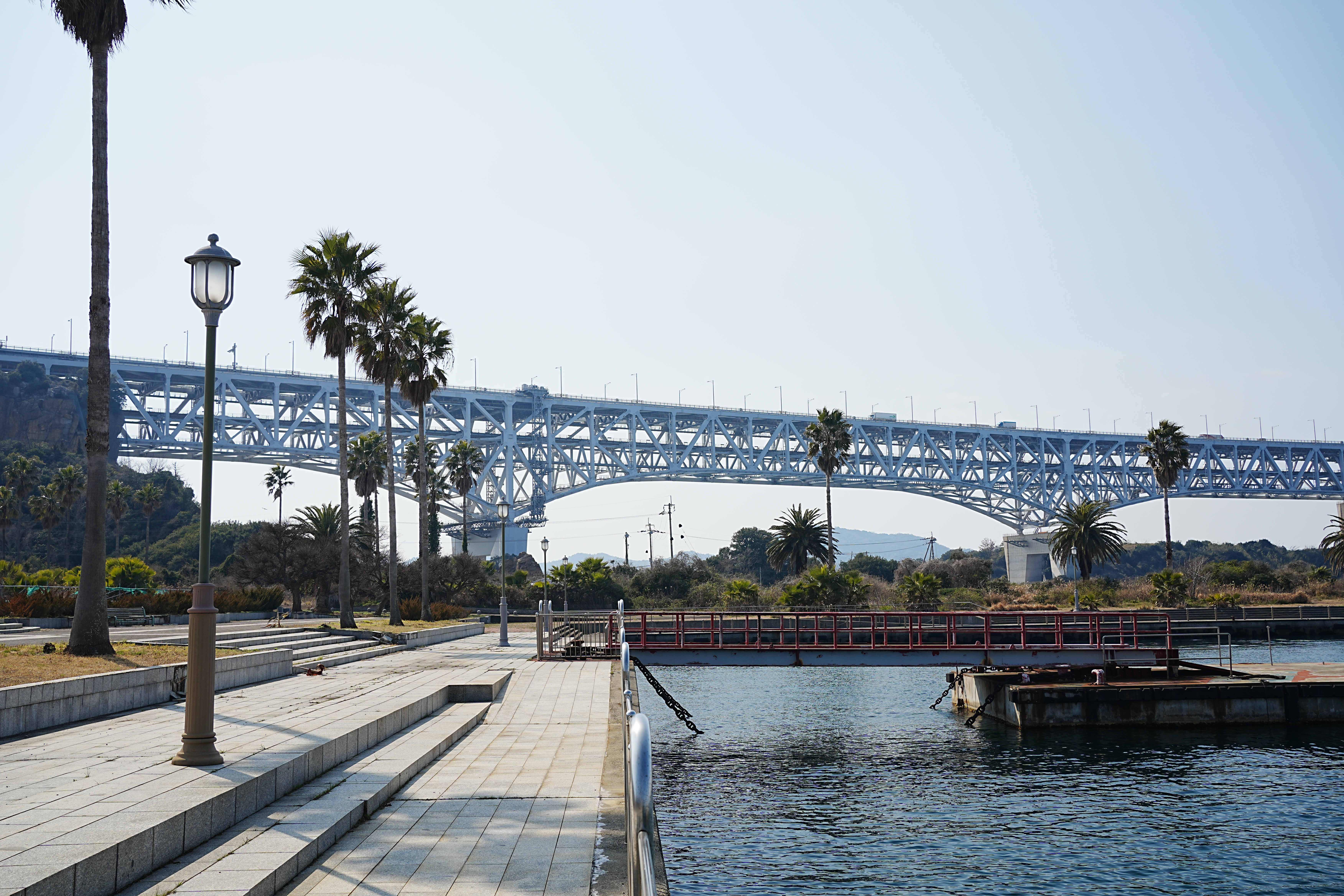
與島橋(桁架橋)

與島橋是瀨戶大橋自南側起的第三座大橋，長度877公尺。連接香川縣坂出市羽佐島和与島，是瀨戶大橋中唯一的桁架橋。
北備讚瀨戶大橋

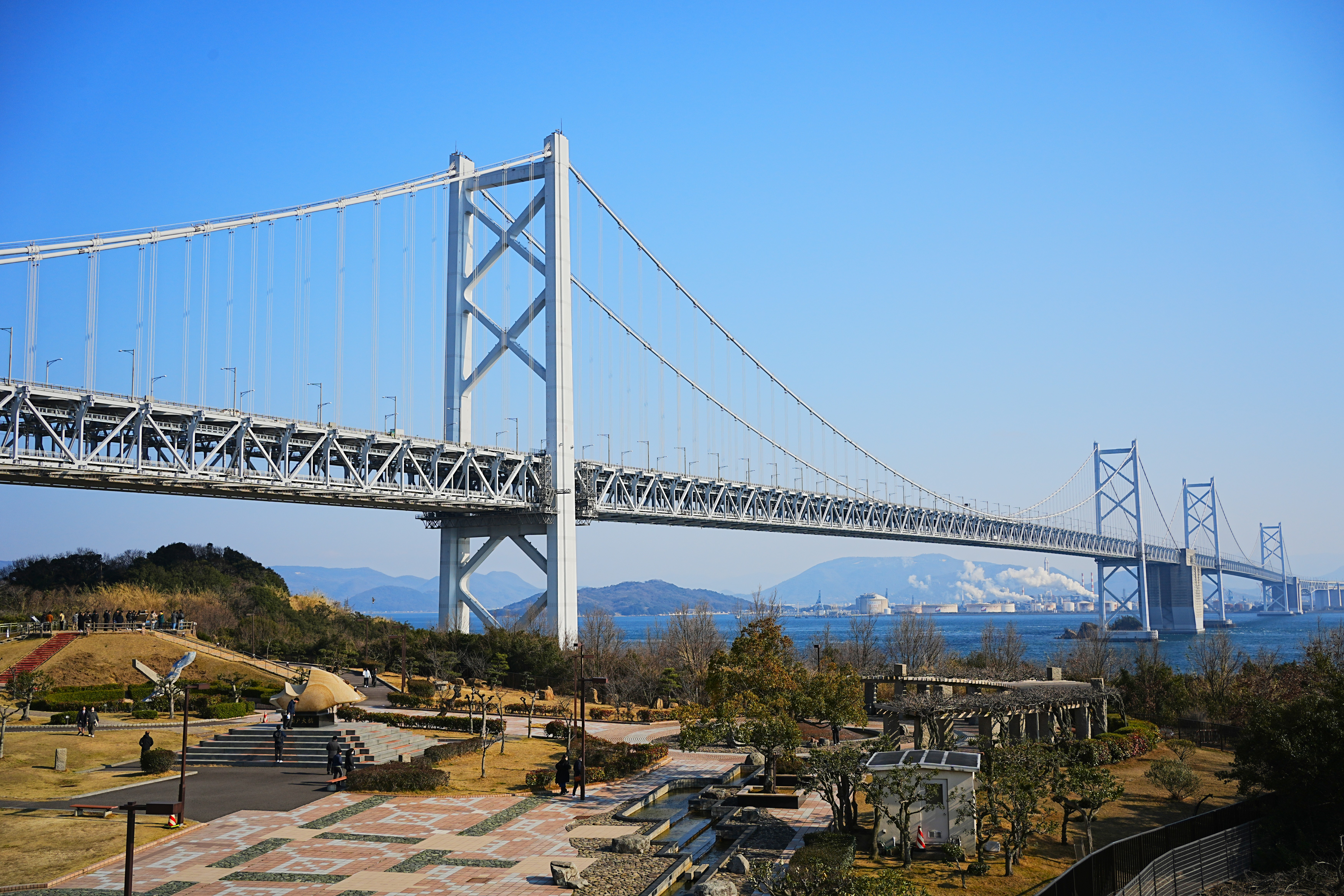
北備讚瀨戶大橋(與島休息站角度拍攝)

北備讚瀨戶大橋是瀨戶大橋自南側起的第二座大橋，為懸索橋(吊橋)結構。全長1,611公尺，最大跨距990公尺，橋下是備讚瀨戶航路，也是瀨戶大橋中船舶往來最頻繁的地區，因此橋下高度較高，以便於船舶度過。
南備讚瀨戶大橋

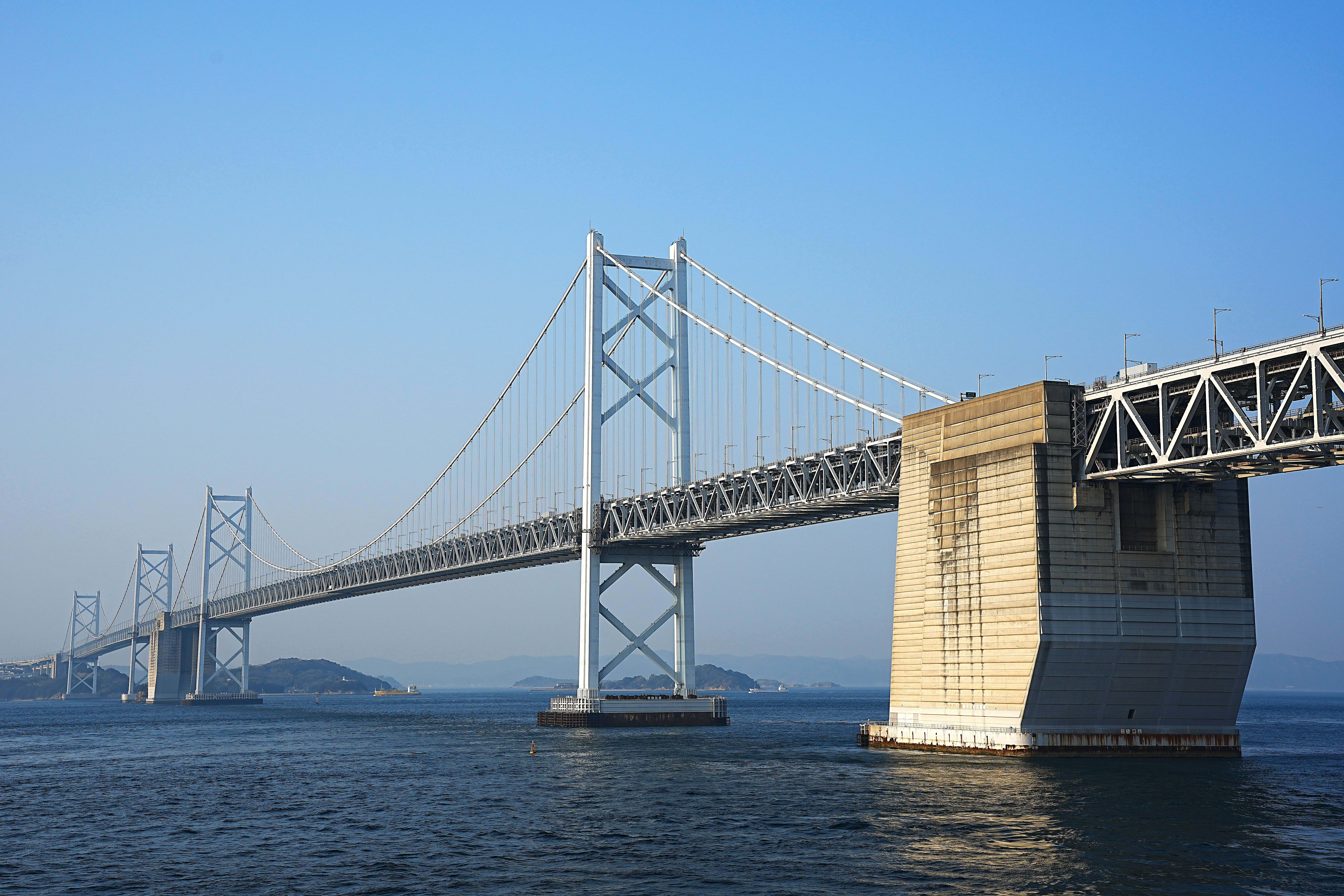
南備讚瀨戶大橋(瀨戶大橋紀念公園角度拍攝)

南備讚瀨戶大橋是瀨戶大橋最南端的大橋，為懸索橋(吊橋)結構。全長1,723公尺，最大跨距1100公尺，是瀨戶大橋中最長的跨海大橋。主塔高度達194米。

## 瀨戶大橋的紀念設施

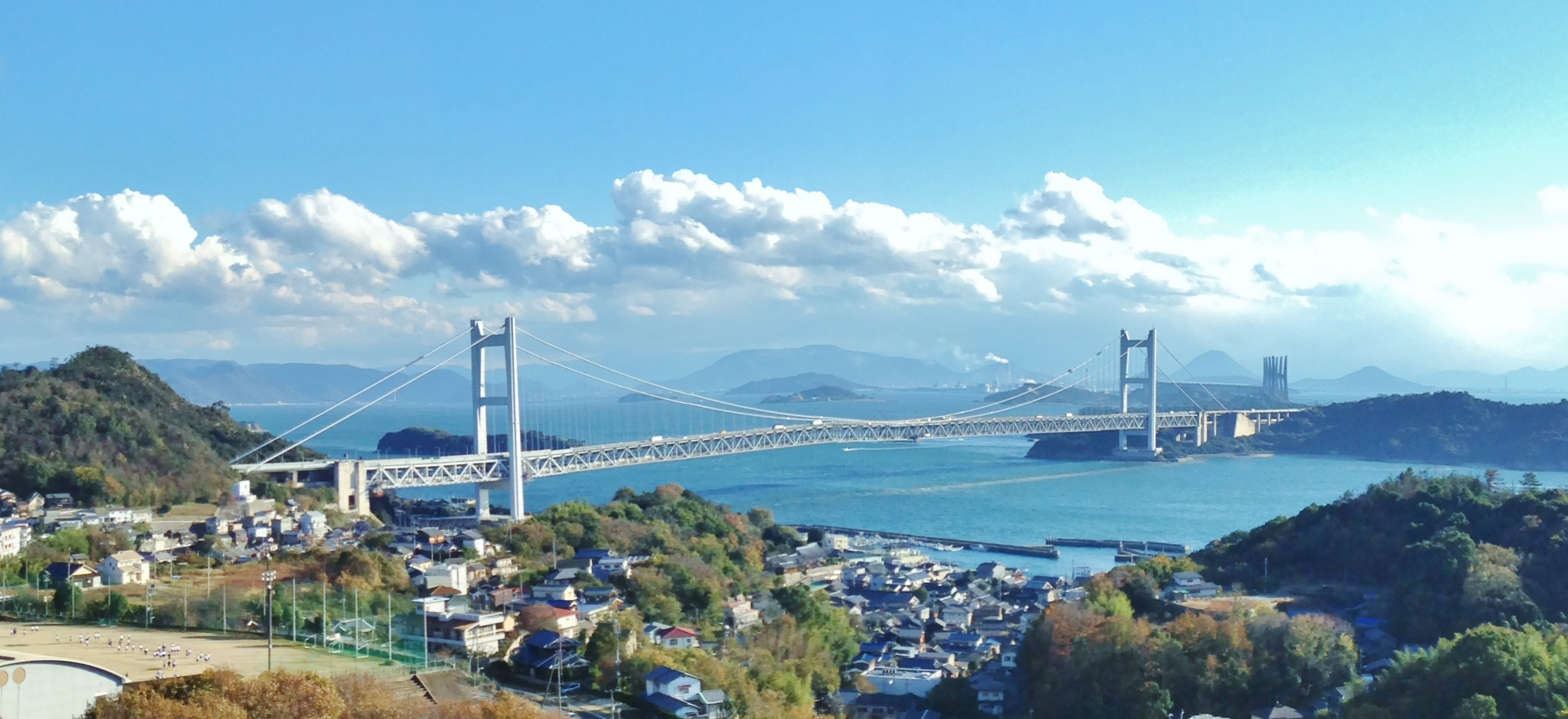
瀨戶大橋

倉敷市瀨戶大橋架橋紀念館和瀨戶大橋架橋紀念公園位於岡山縣倉敷市兒島地區。瀨戶大橋架橋紀念公園以岡山縣史跡下津井城遺跡為中心，可在此一覽瀨戶內海景色，面積約16.7公頃。

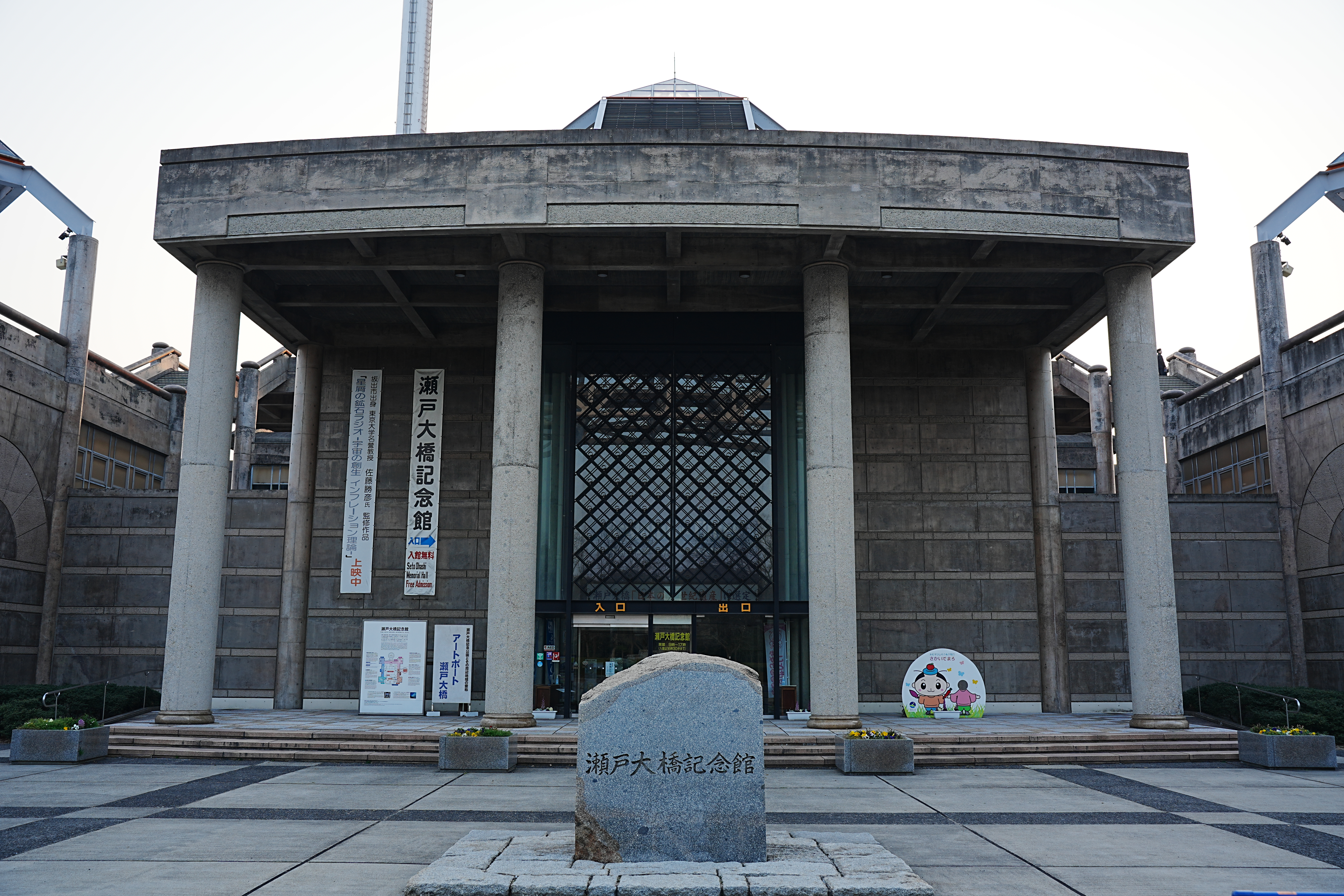
瀨戶大橋紀念館(香川縣坂出市)

瀨戶大橋紀念公園和瀨戶大橋紀念館位於香川縣坂出市番之州緑町（番之州高架橋西側），是1988年瀨戶大橋架橋紀念博覽會（瀨戶大橋博'88/四國）的舉辦地點。瀨戶大橋紀念館即是博覽會當時的展廳之一，設有展示瀨戶大橋相關資料的展示室。瀨戶大橋紀念公園面積10.2公頃，公園也是道之驛，西側的瀨戶大橋塔在108米處設有旋轉瞭望室。瀨戶大橋塔的南側有香川縣立東山魁夷瀨戶內美術館。

## 瀨戶大橋的紀念發行物
1988年，為紀念瀨戶大橋通車，日本郵政部門發行了4種面值60日元的紀念郵票。日本造幣局亦在1988年發行了面額500日元的瀨戶大橋通車白銅紀念幣。

## 相關項目
- 日本列島
- 本州四國聯絡道路
- 本州四國連絡橋（日语：本州四国連絡橋）
- 四國新幹線
- 瀨戶大橋線
- 瀨戶中央自動車道
- 瀨戶大橋紀念公園（日语：瀬戸大橋記念公園）
- 因島大橋
- 生口大橋
- 多多羅大橋
- 大三島橋
- 來島海峽大橋
- 伯方-大島大橋
- 明石海峽大橋
- 鳴門大橋

## 外部連結
- 瀬戸中央自動車道（瀬戸大橋） （页面存档备份，存于）
- 瀬戸大橋 （页面存档备份，存于）
- 瀬戸大橋記念公園 （页面存档备份，存于）